# 諫早公園

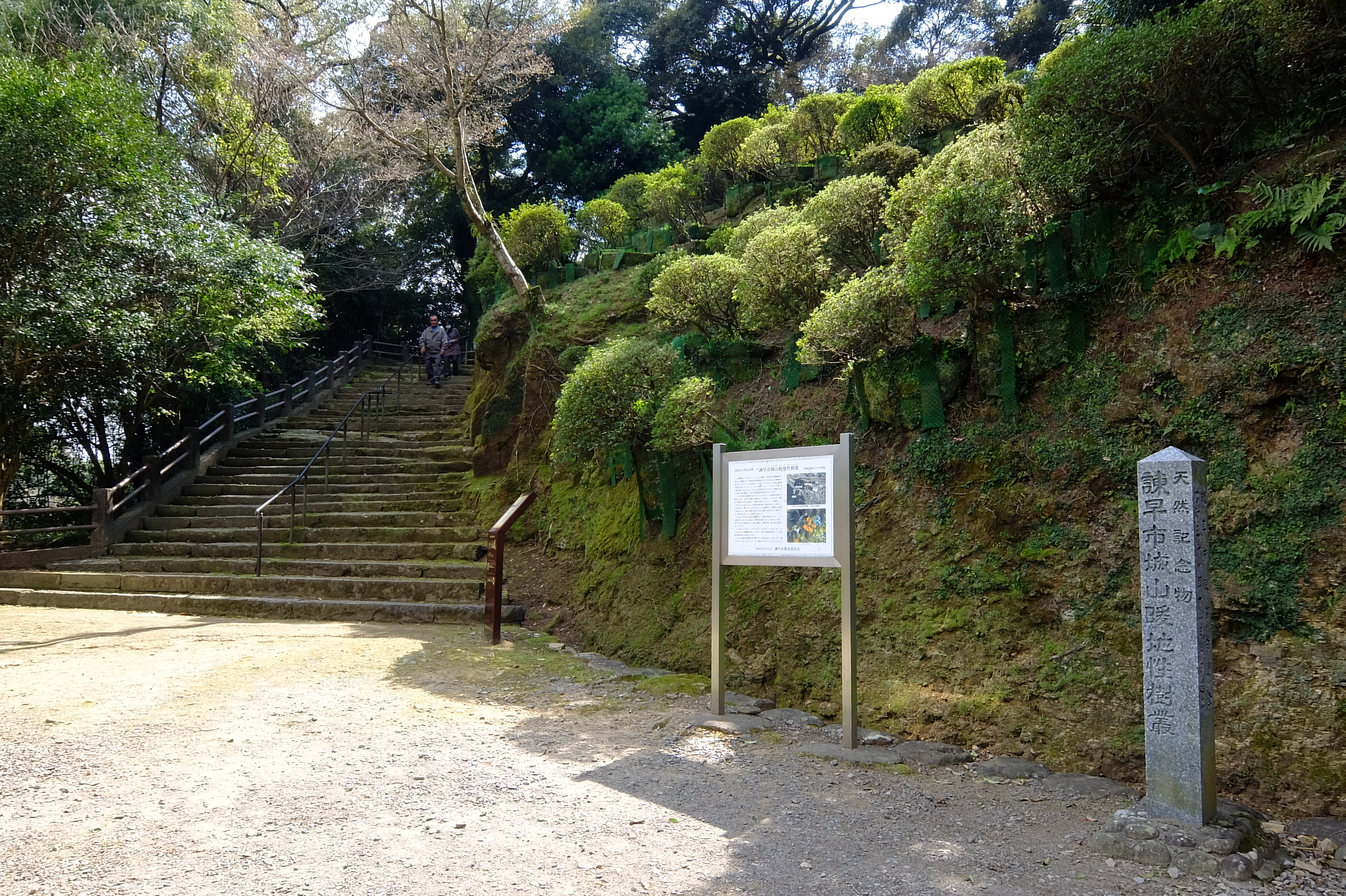
諫早市城山暖地性樹叢の石碑と入口

諫早公園（いさはやこうえん）は、日本の長崎県諫早市高城町にある公園で、上山公園の一部である。

## 概要
15世紀後半（文明年間）に西郷氏が築城、その後佐賀藩重臣の諫早氏（龍造寺氏支流）が入城した諫早城（高城）の城跡が1958年（昭和33年）に諫早氏より諫早市に譲渡され、同市により公園として整備された。
1960年（昭和35年）にはそれまで公園近くを流れる本明川に架けられていた眼鏡橋（国の重要文化財）が園内の池に移築されている。また公園内の城山（標高50m）の樹叢は、諫早市城山暖地性樹叢の名称で国の天然記念物に指定されている。
園内にはツツジが約3万本植えられており、毎年4月には「諫早公園つつじ祭り」が行われ観光客で賑わう。

## アクセス
- JR諫早駅から徒歩15分
- 島原鉄道本諫早駅から徒歩10分

## 周辺
- 諫早神社
- 諫早市役所
- 諫早図書館
- 諫早市体育館
- 長崎県立諫早高等学校・附属中学校 - 諫早氏の陣屋跡。
- 高城神社
- 天祐寺